# Frank Wright (jazzmusicus)
Frank Wright (Grenada, 9 juli 1935 – Wuppertal, 17 mei 1990) was een Amerikaanse jazzmuzikant (saxofoon, klarinet).

## Biografie
Wright begon als bassist in rhythm-and-blues-bands in Cleveland, waar hij ook Albert Ayler hoorde. Hij verhuisde naar New York om te spelen met Ayler, Sunny Murray en verdere muzikanten van de eerste freejazz-generatie. In november 1965 nam hij voor ESP-Disk zijn eerste album op onder zijn eigen naam (Frank Wright Trio), waaraan Henry Grimes en de drummer Tom Price meewerkten. In mei 1967 ontstond in kwintetbezetting het tweede album Your Prayer voor ESP-Disk. Wrigh verhuisde daarna naar Parijs, waar hij jarenlang woonde en samenwerkte met Bobby Few, Alan Silva en Muhammad Ali. Nu en dan speelde hij ook met Cecil Taylors Orchestra of Two Continents (te horen op de Soul Note Records-albums Winged Serpent, 1984 en Olu Iwa 1986), Noah Howard, Peter Brötzmann, Hans Dulfer, Hannibal Marvin Peterson en met muzikanten rond A. R. Penck.
Wrights hymnische speelwijze op de tenorsaxofoon werd sterk beïnvloed door Albert Ayler. Zijn speelwijze leidde tot de bijnaam The Reverend.

## Overlijden
Frank Wright overleed in mei 1990 op 54-jarige leeftijd.

## Discografie
- Frank Wright Trio (ESP-Disk)
- The Frank Wright Quintet – Your Prayer (ESP-Disk, met Jacques Coursil, Arthur Jones, Steve Tintweiss, Muhammad Ali)
- One for John (BYG Actuel)
- The Frank Wright Quartet – Uhuru Na Umoja (America Records)
- Church Number Nine (Calumet)
- Center of the World (Center of the World)
- The Frank Wright Quartet – Last Polka in Nancy? (Center of the World)
- Kevin, My Dear Son (Sun)
- Stove Man, Love Is The Word (Sandra)
- Eddie's Back In Town (Krona)
- Blues for Albert Ayler (ESP-Disk, 1974)